# Luigi Sartori
Luigi Sartori (Fiera di Primiero, 1834 – Milão, 1921) foi um professor e apicultor italiano, um dos pioneiros da apicultura moderna na Itália.
Nascido em uma família de cavaleiros hereditários da Ordem da Coroa de Ferro, sua formação é desconhecida. Antes da década de 1860 já havia desenvolvido apetrechos inovadores para apicultura, entre eles destacando-se um tipo de favo móvel que mais tarde recebeu seu nome, e que teve ampla aceitação em todas as regiões de fala alemã. Fundou em Fiera di Primiero um apiário comercial com 132 colmeias, um número elevado para a época, exportando mel para o Tirol e a Alemanha. Em 1860 criou um tipo de colmeia verticalizada e esteve em Milão divulgando suas invenções. Segundo Fausto Ridolfi, "a importante missão de Sartori era propor, para a apicultura do país recém-criado (a Itália Unificada), a racionalidade do 'alveolado Sartori', que respeitava o espaço das abelhas, com 30 favos de igual tamanho, intercambiáveis. Neste período se confrontavam mais de 36 tipos de colmeias na Itália, das tradicionais às semirracionais, com grande dificuldade para implementar um efetivo melhoramento da prática apicultora". Mais tarde criou um tipo de colmeia horizontal, com o mesmo esquema básico da colmeia vertical, mas de menor tamanho e com mais aberturas, e um terceiro modelo, conhecido como "modelo Sartori camponês", similar ao modelo do norte-americano  Lorenzo Langstroth.
Em 1862 foi admitido como sócio extraordinário da Sociedade de Apicultura de Potsdam, e no ano seguinte recebeu do imperador da Áustria uma joia cravejada de brilhantes em forma de abelha por um sistema de cultivo de favos em variados formatos que ele inventara. Em 1864 já se tornara conhecido na região o bastante para atrair numerosos apicultores para seu círculo. Um artigo na Gazzetta di Trento nesta época o louvava pela invenção do favo móvel, evitando a morte desnecessária das abelhas no ato de colher o mel, prevendo que este sistema produziria grandes lucros para os apicultores. Em 1869 foi citado em uma obra de referência de Angelo Dubini e representou o Trentino na constituição dos capítulos regionais da Sociedade de Fomento da Apicultura da Áustria, da qual foi um dos fundadores. Designado pelo governo tirolês, percorreu o Trentino promovendo a apicultura.

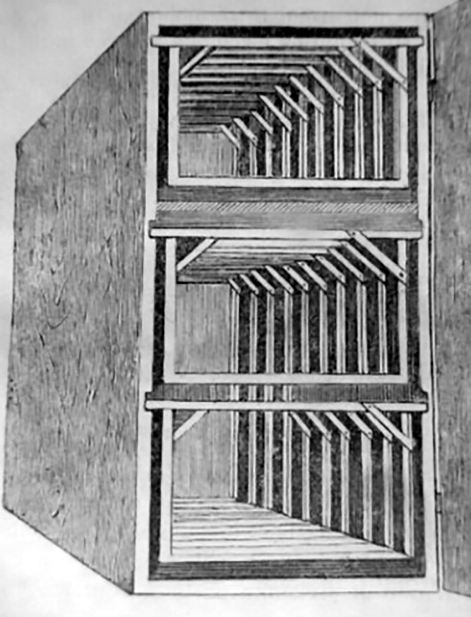
Esquema da colmeia vertical de Sartori.

Em 1870 sua reputação já se espalhara pelo norte da Itália, e após participar de um congresso em Milão foi nomeado diretor do Estabelecimento Central para o Encorajamento da Apicultura na Itália, um apiário-modelo com sede em Milão, fazendo, no mesmo ano, viagens através de diversas regiões italianas para divulgação da apicultura moderna. Em 1872 recebeu a visita de Charles Dadant, discípulo de Langstroth, e cedeu-lhe 300 rainhas de seus apiários para levá-las aos Estados Unidos. Esta variedade, Apis mellifera ligustica, tornou-se a favorita nos Estados Unidos e em todo o mundo. No mesmo ano foi encarregado pelo governo da Itália de representar o país no Congresso de Apicultura de Salzburgo e, viajando a Londres para participar de uma exposição, foi distinguido com uma medalha. Entre 1899 e 1900 deu muitas conferências na Lombardia, Vêneto, Piemonte e Trentino. Faleceu em Milão em 1921. A empresa privada que fundou permaneceu ativa até a década de 1960.
É considerado um inovador e um dos pioneiros da apicultura moderna na Itália. Também distinguiu-se como palestrante e professor, dotado de profundo conhecimento e notável capacidade de comunicar suas ideias com clareza e eficiência. Segundo Fontana & Angeli, "Sartori tornou-se ainda famoso pelos projetos de apiários espetaculares. [...] Acima de tudo, Sartori foi um dos primeiros apicultores em nível internacional a codificar e racionalizar a criação de rainhas. [...] De fato, os manuais e palestras de Sartori contribuíram enormemente para o progresso da apicultura italiana".
Embora seja amplamente reconhecido como um apicultor ilustre e um dos inovadores no campo dos favos móveis, contribuindo para tornar o Trentino uma referência europeia em apicultura, no cenário mais amplo sua posição ainda é um tanto incerta, havendo aspectos relativamente obscuros em sua atividade, sendo necessárias mais pesquisas para avaliar, por exemplo, seu papel como pesquisador e empresário para o avanço da apicultura na segunda metade do século XIX.
Deixou várias obras publicadas, que se tornaram referenciais. Destacam-se o Trattato di apicultura razionale (1866), distinguido com uma medalha de ouro pelo imperador da Áustria, uma comenda da Sociedade Trentina de Economia Rural e uma medalha de prata em um congresso em Viena; L'apicoltura in Italia. Manuale tecnico-pratico-industriale per la coltivazione razionale del mellifero insetto col favo mobile e col favo fisso (1878, ricamente ilustrado, com a colaboração de Andrea de Rauschenfels), e L'arte di coltivare le api ossia conferenze apistiche teorico-pratiche (1900, uma coletânea de conferências).